# H. Gyürky Katalin
H. Gyürky Katalin (Balassagyarmat, 1925. február 25. – Budapest, 2002. augusztus 17.) magyar régész.

## Családja
Apja Gyürky Sándor, anyja Rosenauer Margit. Holl Imre (1924–2016) régész felesége.

## Tanulmányai
A PPTE/ELTE BTK-n művészettörténet–régészet szakon végzett 1950-ben, eközben Jaschik Álmos rajziskolájában is tanult (1945–1946).

## Pályája
A Budapesti Történeti Múzeum (BTM) Vármúzeumának szerződéses munkatársaként kezd dolgozni. Anyjával kitelepítik Mezőberénybe (1951-53). A Vármúzeum Középkori Osztályának muzeológusa (1957–1986), egyúttal könyvtárosa, majd a Könyvtár vezetője (1973–1979).  Középkori régészettel, ezen belül Budapest középkori történetével, egyházi épületekkel és a középkori üveg leletanyaggal foglalkozott. Alapvetően új eredményeket ért el a budai vár középkori útrendszerének és ezzel összefüggésben a korabeli városfalaknak kutatásában. Nevéhez fűződik – többek között – a Szent Miklós domonkos kolostor feltárása (1962–1976), ill. ásatásokat végzett Pannonhalmán, Székesfehérvárott és Veszprémben (Szent György-kápolna) is. Nyugdíjaztatása után feltárta az egykori kánai apátságot (Kána (Magyarország)). Kiadta a BTM múzeumaiban őrzött középkori üvegek korpuszát, majd a többi hazai múzeumban őrzött üvegleletek katalógusát. Kiváló rajztehetség volt, művei egy részét maga illusztrálta.

## Könyvei
- Az egykori budai domonkos kolostor, Pannonia, Budapest, 1976
- Das mittelalterliche Dominikanerkloster in Buda. Fontes archaeologici Hungariae. Akadémiai Kiadó, Budapest, 1981
- Az üveg. Budapesti Történeti Múzeum, Budapest, 1989
- Üvegek a középkori Magyarországon. Budapesti Történeti Múzeum, Budapest, 1991

## MTMT publikációs lista
- Publikációs listája az MTMT-ben